# Estelle Goldstein
Pour les articles homonymes, voir Goldstein.
Estelle Goldstein, de son vrai nom Esther Goldstein, née le 18 février 1902 à Anvers et morte à Uccle, le 26 avril 1991, est une militante socialiste, écrivaine et journaliste belge.

## Biographie

### Famille
Estelle Goldstein naît dans une famille d'un milieu bourgeois aisé. Elle fréquente l'école Allemande d'Anvers. Selon ses dires,  Rosa Luxemburg et Wilhelm Liebknecht auraient rendu visite à sa famille lorsqu'elle avait six ans. Luxemburg l'aurait prise sur ses genoux en lui expliquant le socialisme, ce qui sera selon elle déterminant dans ses engagements futurs. Sa famille vit quelques années aux Pays-Bas, Estelle effectue une partie de son parcours scolaire primaire et secondaire à La Haye, avant de terminer ses études au Lycée d'Anvers. Grâce à cette formation, elle parle parfaitement le français, l'allemand et le néerlandais. 

### Formation
Estelle Goldstein suit des cours en sciences sociales à l'Université Libre de Bruxelles et obtient sa licence en 1927. Alors qu'elle est encore étudiante, Goldstein collabore aux revues socialistes L'Avenir Social et Ontwikkeling, à la suite de la proposition de Camille Huysmans. Par la suite, elle écrit dans les colonnes de la revue Femme prévoyante, elle collabore également à la revue De Stem der Vrouw, collabore au Cri de la Jeune Fille, et à l'hebdomadaire Femmes d'Aujourd'hui.

### Engagement militant
Estelle Goldstein préside dès 1932 le groupe des Femmes prévoyantes de Ganshoren et s'implique dans le Parti Ouvrier Belge.  Au cours de ces années, elle rencontre Alice Pels, Marie Janson, Isabelle Blume et Hélène Burniaux avec qui elle noue une grande amitié. La direction du POB remarque les talents d'oratrice de la militante et l'envoie prendre la parole lors de la Journée Internationale des femmes à Weimar en Allemagne en 1929. 
En 1936, Estelle Goldstein devient secrétaire de la Fédération bruxelloise du POB, poste qu'elle obtient face à seize hommes. 
Lors d'un voyage officiel en URSS, elle est profondément déçue par le stalinisme qu'elle critique dans des articles publiés dans le journal Le Peuple  Cela lui vaut de vive critiques, elle est parfois huée lors de conférences. 
En 1941, elle devient professeure à l'école normale juive, puis directrice après l'arrestation du directeur lors de l'occupation. Durant la Seconde Guerre mondiale, elle entre dans la résistance. Elle est alors arrêtée et incarcérée à la prison de Saint-Gilles mais est relâchée faute de preuve. Juive et socialiste, elle passe le reste de la guerre dans la clandestinité sous le nom de Maria Mairesse-Bourlard.
À la Libération de la Belgique, Estelle Goldstein se consacre essentiellement au journalisme en particulier pour la page féminine du journal Le Peuple et y travaille avec Hélène Burniaux. Elle publie également des romans. Son roman Madame le bourgmestre est le roman le plus féministe qu'elle ait publié[réf. souhaitée]. 
Estelle Goldstein décède à Uccle le 26 avril 1991[réf. souhaitée].

## Liste des œuvres littéraires d'Estelle Goldstein
- Des femmes pareilles aux autres, Bruxelles, La Renaissance du Livre, 1958.
- Lycéennes, Bruxelles, La Renaissance du Livre, 1961.
- Israël, terre des contrastes, Bruxelles, Pierre de Meyère, 1961.
- Madame le bourgmestre, Bruxelles, La Renaissance du Livre, 1964.
- Un du rail, Bruxelles, éditions Le Rail, 1965.
- D'hier et d'aujourd'hui, Bruxelles-Paris-Amiens, SODI, 1967.

|